# Herke Kranenborg
Herke Reender Kranenborg (Amsterdam, 30 augustus 1976) is een Nederlands jurist. Kranenborg is hoogleraar aan de Universiteit Maastricht en lid van de juridische dienst van de Europese Commissie.
Kranenborg groeide op in Amsterdam, waar hij van 1988 tot 1994 op het Sint Ignatiusgymnasium zat. Hij studeerde rechten aan de Universiteit Leiden, waar hij in 2001 afstudeerde in het bedrijfsrecht en het internationaal en Europees recht. Na zijn afstuderen werd hij onderzoeksmedewerker en later PhD-fellow aan de Leidse rechtenfaculteit. Hij promoveerde op 20 september 2007 op het proefschrift Toegang tot documenten en bescherming van persoonsgegevens in de Europese Unie. Over de openbaarheid van persoonsgegevens; promotoren waren Rick Lawson en Piet Jan Slot. Tijdens zijn promotie-onderzoek publiceerde hij samen met Wim Voermans het boek Access to Information in the European Union – A Comparative Analysis of EC and Member State Legislation en was hij enkele maanden werkzaam bij de Europees Toezichthouder voor gegevensbescherming (EDPS).
Na zijn promotie werd Kranenborg universitair docent Europees recht aan de Universiteit Leiden. In 2008 verliet hij de universiteit en werd hij hoofd juridische zaken (procesvoering en wetgeving) bij de EDPS. In 2013 stapte hij over naar de Europese Commissie als lid van de juridische dienst, waar hij zich in het bijzonder bezighoudt met privacy en gegevensbescherming. Namens de Commissie treedt hij regelmatig op voor het Hof van Justitie van de Europese Unie.
In 2020 werd Kranenborg benoemd tot deeltijdhoogleraar Europees privacy- en gegevensbeschermingsrecht aan de Universiteit Maastricht. Zijn oratie was getiteld The state of data protection in the European Union - 20 years after the Lindqvist case. Samen met Luc Verhey publiceerde hij in 2018 het boek De Algemene Verordening Gegevensbescherming in Europees en Nederlands perspectief'; met Gerrit-Jan Zwenne verzorgde hij in 2021 de redactie van Tekst & Commentaar Privacy- en gegevensbeschermingswetgeving.
Op 3 november 2023 werd Kranenborg door de ministerraad voorgedragen voor benoeming tot rechter in het Hof van Justitie per 7 oktober 2024, als opvolger van Sacha Prechal. Hij trok zijn kandidatuur begin 2024 terug, waarna de ministerraad Ben Smulders voordroeg.